# Levá fronta
Levá fronta byla organizace českých levicově orientovaných intelektuálů. Byla založena v roce 1929 a nahradila činnost Svazu moderní kultury Devětsil. Jejím cílem bylo propagovat socialistickou kulturu a organizovat spolupráci pokrokové inteligence s dělnickou třídou. Zakládajícími osobnostmi byli především Karel Teige, Stanislav Kostka Neumann, Bedřich Václavek a Julius Fučík. Dále do organizace patřili Ivan Sekanina, Gertruda Sekaninová, Ladislav Štoll, Vladislav Vančura, architekti Karel Honzík, Jiří Kroha, Lubomír Linhart, Jiří Novotný a další.
Organizace pořádala přednášky, diskusní večery a výstavy. Vydávala časopis Levá fronta (1930–1933) a ve stejnojmenném nakladatelství levicovou, především politickou literaturu. V různých městech vznikaly odbočky (Brno…), organizace se dělila na sekce (architektonická, ekonomická, filozofická, lékařská, literární, sociologická, skupina film-foto).
Její působení bylo ukončeno v roce 1938.